# Ройтлінген (район)
Район Ройтлінген (нім. Landkreis Reutlingen) — район землі Баден-Вюртемберг, Німеччина. Район підпорядкований урядовому округу Тюбінген. Центром району є місто Ройтлінген. Населення становить 287 497 ос. (станом на 31 грудня 2020), площа  — 1.094,04 км². 

## Демографія
Густота населення в районі становить 257 чол./км².
| Рік             | Населення |
| --------------- | --------- |
| 31. грудня 1973 | 236.383   |
| 31. грудня 1975 | 234.648   |
| 31. грудня 1980 | 237.679   |
| 31. грудня 1985 | 240.939   |
| 27. травня 1987 | 244.246   |

| Рік             | Населення |
| --------------- | --------- |
| 31. грудня 1990 | 258.927   |
| 31. грудня 1995 | 272.057   |
| 31. грудня 2000 | 277.995   |
| 31. грудня 2005 | 282.049   |
| 31. грудня 2010 | 280.931   |

## Міста і громади
Район поділений на 7 міст, 19 громад, 1 немуніципальну територію.